# Tiro de pichón (Montecarlo)

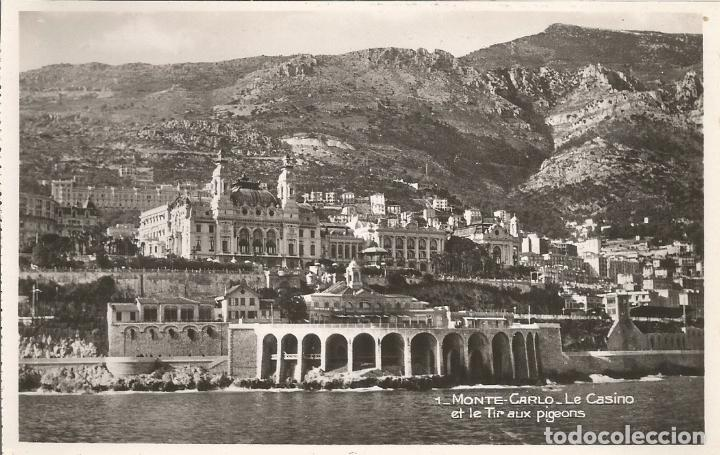
El tiro de pichón sobre la plataforma que sustentaba el campo de tiro sobre el mar. (h. 1925)

El tiro de pichón de Montecarlo (en francés, Tir aux Pigeons) fue un club e instalación deportiva en Mónaco, desaparecida en la actualidad.

## Historia
El desarrollo de Montecarlo como destino de placer de la aristocracia europea se produjo en la década de 1860, por iniciativa de Carlos III de Mónaco de la mano del emprendedor François Blanc. En este momento, el principado de Mónaco se dotó de distintas atracciones como el casino y teatro o hoteles lujosos como el hotel de París.
Dentro de este desarrollo en 1872 se inauguró el tiro de pichón situado en un lugar privilegiado de la zona del principado recientemente renombrado como Montecarlo. En su inauguración se tiraron 3.000 pichones traídos de España y Bélgica, que fueron disparadas por tiradores entre los que se encontraban el rey Óscar de Suecia.
En los años siguientes fue adquiriendo notoriedad, llegando a ser frecuentados por tiradores de todo el mundo. También contó con visitas de tiradores ilustres: el ex rey de España, Amadeo de Saboya en 1874; o el príncipe de Gales (futuro Eduardo VII del Reino Unido) en 1875.
Las competiciones se realizaban en tres series, de diciembre a marzo; celebrándose el Grand Prix del Casino, la más importante de estas en enero.
En 1896 se levantó un nuevo edificio. Tras la Primera Guerra Mundial las mujeres pudieron participar en las competiciones.
El conjunto fue demolido en 1972 y en su lugar se levantó un complejo hotelero.

## Descripción
El club de tiro de pichón se encontraba situado exactamente en el cabo Focinana (pointe Focinane en francés), punto más al sur de Montecarlo. Su situación privilegiada lo convertía en una de las atracciones del principado. El campo de tiro se situaba bajo el casino y los jardines, al sur de estos, hacia el mar. Para llegar al tiro de pichón era necesario cruzar la vía férrea por un puente.

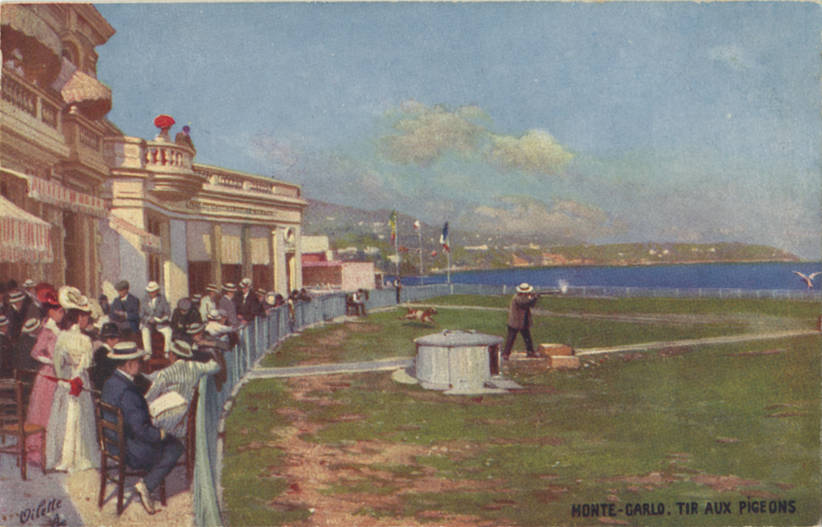
El campo de tiro con el edificio del club a la izquierda. (Postal coloreada de 1918)

El club tomaba forma de sección circular. En el vértice se encontraban las instalaciones del club y en el perímetro circular el campo de tiro (sur). El campo de tiro contaba con treinta metros de diámetro desde el puesto del tirador. El campo de tiro se encontraba cubierto de hierba que era mantenida durante todo el año. En verano se instalaban pistas de tenis en el campo de tiro.
Las instalaciones deportivas fueron especialmente modernas en su época, contando con cinco jaulas para la suelta de pichones y un sistema automático de suelta.
Tras la reforma de 1896 el edificio del club contó con un estilo de referencias neoclásicas. La parte central de la fachada principal al sur, se encontraba coronada por un frontón triangular sobre el que se disponía una estatua de bronce con el título "La presa" (La proie). Sobre el edificio se disponía una linterna.
Tenía dos pisos, en el piso bajo (a la altura del campo de tiro) se encontraba la sala de tiradores y tribunas para la prensa y el público. En el piso superior se disponía un salón abierto también al campo de tiro.
En los muros de la fachada sur se inscribían los nombres de los ganadores del Grand Prix du Casino, desde 1872, en letras doradas.